# MOA-2008-BLG-310L b
MOA-2008-BLG-310L b — экзопланета у звезды MOA-2008-BLG-310L в созвездии Скорпиона.
MOA-2008-BLG-310L b — это газовый гигант, вращающийся вокруг оранжевого карлика. Находится на расстоянии в 20000 св. лет от Земли. Открыт группой Паранальской обсерватории в 2009 году, с помощью метода гравитационного микролинзирования. Имеет массу, равную 23 % массы Юпитера или 77 % массы Сатурна.